# Старшова Катерина Ігорівна
Катерина Ігорівна Старшова (рос. Старшова Екатерина Игоревна, 28 жовтня 2001, Москва, Росія) — російська кіноакторка.

## Біографія
Народилася 28 жовтня 2001 в Москві в родині фігуристів. 2007 року дівчинку було затверджено на роль Пуговки в телесеріалі «Татусеві доньки». 1 вересня 2007 акторка пішла до першого класу.
Знімалася в рекламі такої продукції як «ФрутоНяня», «Кіндер-сюрприз», дитяча косметика «Принцеса», вітаміни «Піковіт», у ролику гіпермаркету іграшок «Бегемот».
З січня 2016 року брала участь у шоу «Танці з зірками» в парі з Владиславом Кожевниковим.

## Фільмографія
- 2007 — «Русалка»
- 2009 — «Чорна блискавка» — Таня
- 2011 — «Чорна блискавка 2» — Таня
- 2007-2013 — «Татусеві доньки» — Поліна Сергіївна Васнецова («Пуговка»)

### Телешоу
- 2008–2009 — «Скажи!» — Гість
- 2008 — «Історії в деталях» — об'єкт історії
- 2008 — «Ранетки-mania»
- 2009 — «Велика різниця» — гість-«об'єкт пародії»
- 2009 — «Найрозумніша з „Татусевих доньок“» — учасниця
- 2009 — «День знань по-нашому!»
- 2009 — «Велике місто»
- 2010 — «Новий Рік по-нашому!»
- 2010 — «Хвилина слави 4» — гість
- 2010 — «Чорна блискавка. Фільм про фільм» — гість
- 2010 — «Запитайте кухарі» — гість
- 2011 — «Хто хоче стати мільйонером?» — Гравець